# Kanton Mur-de-Barrez
Mur-de-Barrez  is een voormalig kanton van het Franse departement Aveyron. Het kanton is op 22 maart 2015 opgeheven bij toepassing van het decreet van 21 februari 2014. De gemeenten werden opgenomen in het nieuwe  kanton Aubrac et Carladez. Het kanton maakte deel uit van het arrondissement Rodez.

## Gemeenten
Het kanton Mur-de-Barrez omvatte de volgende gemeenten:
- Brommat
- Lacroix-Barrez
- Mur-de-Barrez (hoofdplaats)
- Murols
- Taussac
- Thérondels